# يوليوس قيصر (فلم 1953)
يوليوس قيصر (بالإنجليزية: Julius Caesar) هو فيلم دراما تم إنتاجه في الولايات المتحدة وصدر في سنة 1953. الفيلم من إخراج جوزيف مانكيفيتس وكتابة جوزيف مانكيفيتس.

## طاقم التمثيل
- مارلون براندو
- جون غيلغد
- غرير غارسون
- ديبورا كير

## الميزانية والإيرادات
بلغت تكلفة إنتاج الفيلم حوالي 2,070,000 دولار بينما حقق أرباحا تقدر بـ 3,920,000 دولار.

### ترشيحات وجوائز
| السنة | الحدث  | الفئة     | النتيجة |
| ----- | ------ | --------- | ------- |
|       | أوسكار | أفضل فيلم | ترشـيـح |

## وصلات خارجية
- مقالات تستعمل روابط فنية بلا صلة مع ويكي بيانات

1. ↑  "معلومات عن يوليوس قيصر (فيلم 1953) على موقع tcm.turner.com". tcm.turner.com. مؤرشف من الأصل في 2019-12-16.
2. ↑  "معلومات عن يوليوس قيصر (فيلم 1953) على موقع britannica.com". britannica.com. مؤرشف من الأصل في 2016-06-06.
3. ↑  "معلومات عن يوليوس قيصر (فيلم 1953) على موقع port.hu". port.hu. مؤرشف من الأصل في 2019-12-30.